# Congrès de l'Union pour un mouvement populaire de 2013
Le congrès de l'Union pour un mouvement populaire (UMP) des 28 au 30 juin 2013 a permis l'instauration de nouveaux statuts et le report de l'élection du président de l'UMP.

## Contexte
Ce congrès intervient sept mois après un précédent congrès, lors duquel le vote des adhérents a été très contesté, Jean-François Copé et François Fillon revendiquant tous deux la victoire. Un accord prévoyant un nouveau scrutin en septembre 2013 est finalement conclu et Jean-François Copé devient président de l'UMP. Celui-ci s'entoure alors d'une équipe collégiale, composée de ses partisans et de partisans de François Fillon.
Devant le peu d'enthousiasme suscité au fil des mois par l'idée d'une nouvelle élection pouvant raviver les tensions internes, le bureau politique du 12 juin 2013 convoquent un congrès pour les 28, 29 et 30 juin 2013 afin que les adhérents de l'UMP se prononcent sur de nouveaux statuts et sur les dispositions transitoires s'appliquant si les nouveaux statuts sont adoptés. Tous les adhérents à jour de cotisation en 2012 peuvent voter. Le scrutin est informatisé et les procurations sont interdites.

## Réforme des statuts
Après trois mois de travaux, une commission de révision des statuts, supervisée par Anne Levade, propose une réforme des statuts. Celle-ci prévoit notamment le principe d'une primaire ouverte pour la désignation du candidat de l'UMP à l'élection présidentielle (sauf dans le cas où un président de la République sortant issu des rangs de l'UMP souhaiterait se représenter), vise à garantir un meilleur contrôle des résultats des élections internes et à faciliter la possibilité de se présenter à la présidence du parti. Un débat a eu lieu en raison de l'hypothèse selon laquelle Nicolas Sarkozy souhaiterait se présenter à l'élection présidentielle de 2017, certains de ses partisans estimant que dans ce cas il ne doit pas avoir à passer par une primaire. L'insistance de François Fillon semble avoir été déterminante dans le choix de retenir le principe de la primaire.

Les adhérents doivent répondre à la question : 

« Approuvez-vous les projets de statuts, de règlement intérieur et de charte de la primaire issus des travaux de la commission ad hoc de révision des statuts ? »

| Vote     | Vote     | Résultat | Résultat |
| Vote     | Vote     | #        | %        |
| -------- | -------- | -------- | -------- |
|          | Oui      | 78 226   | 92,82    |
|          | Non      | 6 049    | 7,18     |
|          |          |          |          |
| Inscrits | Inscrits | 318 634  | 100,00   |
| Votants  | Votants  | 87 823   | 27,56    |
| Blancs   | Blancs   | 3 548    | 4,04     |
| Exprimés | Exprimés | 84 275   | 95,96    |

## Dispositions transitoires
Les adhérents sont également invités à se prononcer sur des dispositions transitoires prévoyant le report de l'élection du président de l'UMP à novembre 2015 si la proposition de statuts est adoptée.

Ils doivent répondre à la question : 

« Si le corps électoral a répondu oui à la première question, approuvez-vous que les nouveaux statuts soient progressivement appliquées dans les conditions précisées ci-après ?
- L'élection du président de l'Union sera organisée en novembre 2015, au terme du mandat de la direction collégiale mise en place à l'issue de l'élection de novembre 2012 et, en conséquence, il ne sera pas procédé à une nouvelle élection en septembre 2013 ;
- Pour tenir compte des échéances électorales nationales à venir, l'élection des instances locales de l'Union, initialement prévue en octobre 2013, sera reportée au lendemain des élections sénatoriales de 2014 ;
- À titre transitoire, jusqu'à la prochaine élection des instances locales de l'Union, les membres élus du bureau politique seront renouvelés en tenant compte des sensibilités de l'Union. »

| Vote     | Vote     | Résultat | Résultat |
| Vote     | Vote     | #        | %        |
| -------- | -------- | -------- | -------- |
|          | Oui      | 79 422   | 92,40    |
|          | Non      | 6 536    | 7,60     |
|          |          |          |          |
| Inscrits | Inscrits | 318 634  | 100,00   |
| Votants  | Votants  | 87 823   | 27,56    |
| Blancs   | Blancs   | 1 865    | 2,12     |
| Exprimés | Exprimés | 85 958   | 97,88    |